# 2025年甘肃天水幼儿铅中毒事件
2025年3月至7月，甘肃省天水市麦积区褐石培心幼儿园被查出园内两百余名幼童体内的血铅含量显著超出正常儿童血铅参考值的100μg/L（微克每升），呈现明显鉛中毒症状。官方通报称，事件原因是幼儿园提供的三色枣发糕、玉米肠卷等食品中的添加剂超标。期间，因天水当地检测结果与幼儿在西安、上海等地异地就医检测结果差异悬殊、天水过往曾发生同类铅中毒事件等因素，引发争议与疑虑。

## 背景

### 早前事件
早在2006年4月，甘肃天水市麦积区就发生过一起居民集体铅中毒事件，当地甘泉镇吴家河村有200多名村民检测铅超标。兰州医学微量研究所麦积区分所对其中为53个孩子进行了检测，结果无一例外铅超标。而天水市麦积区人民政府邀请天水市疾病预防控制中心重新检测后，除1名儿童达到临界值外，其余49名儿童尿铅检测正常。而后200多位村民前往陕西省西安市中心医院（加挂“西安交通大学医学院附属西安市中心医院”牌子）职业病科进行检测，共有211人铅含量严重超标，其中68人被初步确定为铅中毒。村民怀疑村子附近的天水和鑫工贸公司铅冶炼厂与天水秦川锌品有限责任公司处理含铅化学品不当，造成他们铅中毒。

### 涉事幼儿园
涉事幼儿园为天水市麦积区褐石培心幼儿园，为私人办学，该园每学期学费6000元左右，在当地有一定的名声。该园分大中小三个年级，每个班幼儿有30名左右，共200多人。官方通报表示，该幼儿园存在未取得办学许可证即公开招生的违规行为。该园于2022年9月28日取得食品经营许可证，有效期至2027年9月27日，经营项目为热食类食品制售，往年年检结果均合格。

## 事发经过
2025年3月起，天水市麦积区褐石培心幼儿园陆续有部分幼儿在体检中被查出血铅含量超标并被确诊铅中毒，经治疗后，血铅水平一度回复正常；由于这批查出铅中毒的幼儿人数不多，当时家长并未将此事与幼儿园联系起来。同一时期，在幼儿园中亦有其他幼儿呈现腹痛、呕吐、腿疼、食欲不振和发育迟缓等症状，就医检查后被诊断为“脾胃虚弱”，亦未将其与中毒联系起来。6月初，原先血铅水平已恢复正常的幼儿经复查仍血铅超标，引发家长警觉并开始在家长圈子中相互提醒。6月下旬，此前未检血铅的家长携幼儿就医检查，结果发现在该园就读的幼儿血铅均超标，而家长和幼儿其他不在该园就读的兄弟姐妹则未有异常。由此疑虑开始指向幼儿园。
7月1日，多位家长携检测报告向园方交涉，并有家长联系相关部门，市监、公安等随后开始介入。2日，园方组织统一抽血化验，此前已被查出中毒的患儿并未参加，直接到医院就诊；然而，由于样本改为送往在兰州的甘肃省疾控中心检测，导致检测结果未如原定承诺的当天下午公布。自3日起，陆续有家长带幼儿到陕西的西安市中心医院就诊。还有患儿到上海交通大学医学院附属新华医院就诊，接诊的儿科学教授、也是儿童铅中毒防治专家的颜崇淮表示，由於患兒牙龈出现铅线，初步判断在铅下的暴露时间较长，可能超过3个月。此外，幼儿园中多名老师血铅也严重超标，远高于成人血铅正常参考值的200μg/L。截至7月20日12時，血鉛異常患兒已達到247名。

## 事件调查

### 区级调查
7月3日，天水市麦积区卫生健康局发布通报称，查获该园违规使用添加剂导致部分幼儿血铅异常，幼儿园负责人已被立案侦查，但通报并未进一步说明添加剂的详情；在同日，天水市有关部门在对家长作现场情况通报时称，初步判断幼儿园内的三色枣发糕和玉米肠卷的添加剂超标。至当日下午，当地社区陆续以口头形式通知幼儿园家长统一检测的结果，但此后多位家长均称天水与西安检测结果差异悬殊：西安市中心医院检测结果显示幼儿血铅指标超过正常参考值100μg/L，甚至有超过450μg/L（微克每升）属重度中毒者；天水方面的通知则称多数幼儿检测结果均显示正常。天水当局亦派人到西安协助家长处理就医事宜，但亦有家长指出收到自稱當地政府工作人員和屬地派出所電話勸返甘肅，承諾多省專家組建聯合醫療救治專家組，並免去所有醫療費用。

### 市级调查
7月8日上午，甘肃省天水市联合调查组通报称，褐石培心幼儿园幼儿血铅异常系后厨违规添加彩绘颜料制作食品所致。该园早餐留样的三色红枣发糕铅含量为1052毫克/千克，晚餐留样的玉米卷肠包铅含量为1340毫克/千克，严重超出国家标准的0.5毫克/千克；幼儿园园长朱某琳和投资人李某芳为扩大生源、增加收益，同意后厨人员通过网络平台购买彩绘颜料，稀释后用于部分食品制作，而颜料含铅且包装明确标识不可食用；截至7日22时，该园251名幼儿中血铅异常233人、正常18人，李某芳投资管理的其他3所幼儿园采样检测结果均正常；公安机关以涉嫌生产有毒、有害食品罪，将朱某琳、李某芳等8人刑事拘留，对另外2人采取取保候审强制措施。

#### 质疑
在7月8日甘肃省天水市联合调查组公布调查结果后，有部分网友质疑，若园方想要增加食物吸引力，购买价格更便宜的食用色素即可，没有道理购买价格更贵且刺鼻的彩绘颜料。7月20日的通报回应了此疑问，称该幼儿园曾购买使用天然果蔬粉（食用色素），价格为5.04元/100g，较颜料价格低，但使用比较后认为掺入颜料更鲜亮。
也有网友留意到同一地区曾在2006年发生因化工厂污染导致的规模铅中毒事件，当时天水本地与兰州的检测结果亦有显著差异，与本次事件情形相似，因此怀疑本次事件实际上仍与工厂铅污染有关，又担忧受害者可能不局限于该园儿童。

### 省级调查
7月12日，甘肃省成立省委省政府调查组，提级调查甘肃天水幼儿铅中毒事件，由省委省政府主要负责同志担任组长。国务院食品安全委员会办公室派出工作组指导督办。
7月20日晚，甘肃省委省政府调查组发布《甘肃省委省政府调查组关于天水市麦积区褐石培心幼儿园幼儿血铅异常问题调查处置情况的通报》。通报包括关于案件侦办情况、关于污染源溯源调查情况、关于血铅检验检测数据调查情况、关于追责问责情况、关于医疗诊治情况共五个章节。调查组确认，幼儿铅中毒系违规添加不可食用颜料所致，幼儿园园长朱某琳也食用了添加颜料的食品，并导致其本人血铅异常。通过对幼儿园附近及被指可能存在铅污染的区域进行空气、地下水、土壤采样并检验，确认铅含量并未超标。调查组还发现，天水市第二人民医院的检验科对同一幼儿园连续7名幼儿先后检出血铅异常未能重视，并存在违规修改血铅检验数据的情况；甘肃省疾控中心在检验过程中违规操作，导致数据失真。
根據甘肃省委省政府调查组《通报》第四节“关于追责问责情况”，天水市麦积区教育局、市场监管局、甘肃省疾控中心、甘肃省疾控中心在内的17人被立案审查调查；省卫生健康委党组书记、主任，省卫生健康委党组成员、副主任、省疾控局局长，天水市委书记，天水市委副书记、市长，天水市委常委、秦州区委书记（时任麦积区委书记），天水市政府分管教育、卫生健康工作的副市长，天水市政府分管市场监管工作的副市长，天水市麦积区委书记，天水市麦积区委副书记、区长，天水市麦积区政府分管教育、卫生健康、市场监管工作的副区长等10人被立案问责。

## 后续
受此事件影响，天水市第二人民医院被甘肃省人民医院全面托管，涉事的褐石培心幼儿园暂由天水市实验幼儿园托管。当地政府发布幼儿后续治疗保障方案，表示将设立专门的服务保障机构及专项基金，用于血铅异常幼儿后续治疗及服务保障。此前担任酒泉市卫生健康委主任的张廷生接替已被立案审查调查的王文军（原甘肃省疾控中心党委书记）、孙建云（原甘肃省疾控中心主任），担任甘肃省疾控中心党委书记、主任。

## 国际反应
联合国儿童基金会於7月9日對此事件發表声明，关切受影响的儿童及其家庭的身心健康，表示即使少量的铅暴露也有可能对儿童的身心健康带来影响，並赞赏中国政府有关部门“迅速展开调查，并及时采取措施，对受影响儿童及其家庭提供救治和心理健康支持”。

## 另見
- 铅中毒
- 北京紅黃藍幼兒園虐童事件
- 新北幼兒園餵藥案